# União do Oeste
União do Oeste is een gemeente in de Braziliaanse deelstaat Santa Catarina. De gemeente telt 3.084 inwoners (schatting 2009).

## Aangrenzende gemeenten
De gemeente grenst aan Águas Frias, Coronel Freitas, Jardinópolis, Pinhalzinho, Quilombo en Sul Brasil.